# Нагель, Егор Егорович фон
Нагель, Егор Егорович (Георгий Георгиевич) фон (27 марта (8 апреля) 1812 — 14 (26) марта 1889) — педагог, цензор, библиотекарь Румянцевского музея. Статский советник.

## Биография
Происходил из голландского дворянского рода, с XVIII века состоявшего на русской службе. Отец — штабс-капитан Георг (Егор) Давыдович фон Нагель, участник наполеоновских войн и Отечественной войны 1812 года в составе Тульского дворянского ополчения.
Воспитывался в Главном немецком училище при евангелическо-лютеранской церкви Святого Петра в С.-Петербурге (Петришуле), курс которого окончил не позднее 1832 года. С 30.01.1833 года определён на службу гувернером (воспитателем) Императорского Царскосельского лицея. В течение того же года был временно назначен учителем французского языка в приготовительном классе лицея. Служил воспитателем Царскосельского лицея по 1838 год.
С 13 мая 1838 года из гувернеров Царскосельского лицея назначен библиотекарем Комитета цензуры иностранной в С.-Петербурге. С 29.12.1838 года поручен ему просмотр книг. Одновременно, с 29 июля 1840 года назначен и. д. секретаря канцелярии министра народного просвещения с последующим утверждением в должности. С 16 июня 1842 года уволен в отпуск по болезни, за границу на 4 месяца. Указом от 8.10.1843 года высочайше пожалован орденом Святого Станислава 3-й степени секретарь канцелярии министра народного просвещения и библиотекарь Комитета цензуры иностранной, титулярный советник Нагель, по засвидетельствованию начальства об отлично-ревностной службе и особых трудах. Со старшинством с 31 июля 1843 года пожалован за выслугу в чин коллежского асессора. Указом от 23.12.1845 года высочайше пожалован орденом Святой Анны 3-й степени, секретарь канцелярии министра народного просвещения коллежский асессор Нагель, за отлично-усердную службу и особые труды, начальством засвидетельствованные. Высочайшим приказом от 3.05.1847 № 77 по ведомству Министерства народного просвещения уволен в отпуск библиотекарь Комитета цензуры иностранной и секретарь канцелярии министра коллежский асессор Нагель, по болезни, за границу на 4 месяца. С 8 сентября 1850 года назначен и. д. младшего цензора Комитета цензуры иностранной, с увольнением от должности секретаря канцелярии министра народного просвещения. Со старшинством с 31 июля 1839 года пожалован за выслугу в чин надворного советника. Высочайшим приказом от 29.10.1852 года по ведомству Министерства народного просвещения уволен от службы по прошению и. д. младшего цензора Комитета цензуры иностранной, надворный советник Нагель. Согласно сведениям адресного бюро проживал в доме евангелической Шведской церкви по ул. Малой Конюшенной (совр. — ул. М. Конюшенная, дом 3).
Был в отставке с 29.10.1852 по 11.01.1853 года.
Высочайшим приказом от 11.01.1853 № 8 по ведомству Министерства императорского двора, из отставных надворных советников назначен библиотекарем Румянцевского музея в С.-Петербурге, являвшегося филиалом Императорской Публичной библиотеки, сменив на этой должности известного поэта А. Н. Майкова.
Жил в здании музея первоначально нанимая 3 комнаты, а впоследствии пользовался предоставленной казённой квартирой. Из всех коллекций Румянцевского музея самой большой и востребованной была его библиотека. Деятельность этого подразделения регулировалась правилами, принятыми в Императорской Публичной библиотеке. Чиновники по очереди назначались на дежурство по обслуживанию читателей и посетителей музея, остальное время отводилось внутренней работе по упорядочению, систематизации и каталогизации коллекций, которые были распределены и закреплены за каждым из библиотекарей. Эта работа приносила ощутимые результаты.
Высочайшим приказом от 9.02.1857 г. № 29 по ведомству Министерства императорского двора, производится, за выслугу лет, из надворных — в коллежские советники, со старшинством с 13.10.1855 года. В 1858 году, за отлично-усердную службу, высочайше пожалован единовременным денежным пособием. Высочайшим приказом от 30.04.1858 № 108, по ведомству Министерства императорского двора, уволен в отпуск за границу, на 4 месяца. Впоследствии назначен на должность старшего библиотекаря и служил в той должности до 1861 года, когда Румянцевский музей был реорганизован и переведён в Москву, оставшись за его штатом и выйдя в отставку.
Был в отставке с 1861 по 1864 год. Приказом министра финансов от 19.01.1865 за № 2, определяется в службу, из отставных, коллежский советник Нагель — в Экспедицию заготовления государственных бумаг (ЭЗГБ), смотрителем за работами, с 15.12.1864 года.
Вскоре после этого назначения, в 1866 году был избран в члены-корреспонденты Императорского Вольного экономического общества, по III-му (вспомогательных наук) отделению, и состоял в этом звании до конца жизни.
Служил по ЭЗГБ с 1864 по 1889 год, последовательно занимая должности смотрителя за работами, смотрителя приёмной, смотрителя зданий и смотрителя магазина экспедиции.
Одновременно, в 1871 году был назначен на службу в ведомство Святейшего Синода. Возможно, что он состоял в каких-то родственных отношениях с управляющим типографией Императорской Академии наук, статским советником Францом Егоровичем Нагелем. Сразу после кончины Ф. Е. Нагеля, который служил также и членом Общего присутствия Хозяйственного управления при Святейшем Синоде, на открывшуюся вакансию был назначен Е. Е. Нагель.
Приказом обер-прокурора Святейшего Синода от 24.07.1871 № 20, назначен, смотритель за работами ЭЗГБ, коллежский советник Е. Е. Нагель — членом Общего присутствия Хозяйственного управления при Святейшем Синоде, с 18 июня 1871 года, с оставлением в прежней должности.
Занимаемая им должность, по Духовному ведомству, относилась к разряду высших должностей епархиального управления Российской империи. В подчинении Хозяйственного управления находились конторы С.-Петербургской и Московской синодальных типографий, комиссары книжных лавок и другие чиновники, заведовавшие всякого рода имуществом Синода. Служил в этой должности до своей смерти.
Сенатским указом от 18.05.1872 № 85, по Хозяйственному управлению при Святейшем Синоде, производится, за выслугу лет, в статские советники — член Общего присутствия Хозяйственного управления, коллежский советник Егор Нагель, со старшинством с 18 июня 1871 года.
Высочайшим указом от 31.12.1873 года, по Капитулу российских императорских и царских орденов, за тридцатипятилетнюю в классных чинах и должностях, беспорочную службу, 22.09.1873 года всемилостивейше пожалован кавалером ордена Святого Владимира 4-й степени — смотритель за работами ЭЗГБ, статский советник Егор Нагель.
Приказом министра финансов от 15.10.1873 № 12, по ЭЗГБ, назначен младшим смотрителем за работами экспедиции, с 1 августа 1873 года.
Приказом министра финансов от 1.05.1878 № 8, по ЭЗГБ, назначен смотрителем приёмной (конторы) экспедиции, с 17 марта 1878 года.
Приказом министра финансов от 1.01.1880 № 1, по ЭЗГБ, назначен смотрителем зданий экспедиции. При ЭЗГБ имелись, кроме зданий самой Экспедиции и разных её отделений, лазарет, магазин, приёмная, кладовая, свой театр, техническая библиотека, читальня и барак для чтения с туманными картинами и иными развлечениями для рабочих.
Приказом министра финансов от 27.06.1882 № 7, по ЭЗГБ, назначен смотрителем магазина экспедиции, с 1 мая 1882 года. До своей кончины Е. Е. Нагель служил смотрителем магазина ЭЗГБ, занимавшегося закупкой сырья, материалов, комплектующих, машин и оборудования, необходимых для работы ЭЗГБ, размещавшего подряды на выполнение различных работ среди поставщиков.
Был женат на Марии Алексеевне (? — 17.02.1895, С.-Петербург). Его вдове в 1889 году был выдан вдовий вид и назначена пожизненная пенсия, по ведомству ЭЗГБ.

## Отзывы и легенды
По воспоминаниям академика И. И. Давыдова, в начале 1840-х годов, во время службы секретарем канцелярии министра народного просвещения С. С. Уварова, Е. Е. Нагель, вместе с небольшим кругом приглашенных министром лиц, проводил летние месяцы в имении Уварова — селе Поречье Можайского уезда. Здесь он, кроме выполнения секретарских обязанностей и отдыха, занимался разбором и классификацией знаменитой библиотеки министра, знакомился с экономикой его хозяйства, участвовал в диспутах гостей министра. Среди других постоянных гостей, вместе с Е. Е. Нагелем приглашенных в имение Уварова и составлявших круг общения министра, были профессора и академики И. И. Давыдов, М. П. Погодин, И. М. Симонов, художник М. О. Лопыревский, «образованные любители наук и искусств» М. А. Окулов, Г. В. Грудев, И. Т. Спасский.
Жизнь и долговременная служба Е. Е. Нагеля, со временем, стали предметом разного рода легенд. Одна из столичных газет в августе 1887 года писала: «Нам пишут, что в Экспедиции заготовления государственных бумаг состоит на службе смотрителем магазина статский советник Егор Егорович Нагель, почтенный старичок, 93 лет, состоящий на государственной службе уже более 56 лет. Сверх этого, Е. Е. долгое время служил по вольному найму и состоял учителем чистописания в Императорском лицее. Покойный незабвенный поэт А. С. Пушкин был его учеником. В приятельской беседе Е. Е., бодрый и здоровый ещё служака, со слезами на глазах, вспоминает о безвременно погибшем поэте».
Согласно этой заметке, оставив за рамками её легендарность, Е. Е. Нагель относил своё рождение к началу царствования императора Павла I, к тому времени, когда на военной службе ещё состоял его дед — Давид Тимофеевич фон Нагель.

## Голландские дворяне и тульские помещики
Давид-Джон Тимофеевич фон Нагель (11.10.1740 — 13.05.1805) — генерал-майор русской службы, кавалер ордена Святого Георгия IV класса. Как и в случае с его внуком — Георгом (Егором), годы жизни Д. Т. фон Нагеля, отмеченные в библиографической литературе и в родословных росписях, между собой сильно отличаются. Согласно «Некрополя» тульского дворянства, ген.-майор Д. Т. фон Нагель умер в возрасте 80 лет и был похоронен при церкви села Авдулово (Ивановское тож) при речке Птани, Ефремовского уезда Тульской губернии. Младший брат действительного тайного советника Людвига-Иллариона Тимофеевича фон Нагеля (1738—1808) — видного русского военачальника и государственного деятеля XVIII века.
Согласно метрическим записям церкви Святого Николая в Ревеле, родился в октябре 1740 года в Ревеле. Был сыном служившего в то время в Ревеле обер-хирурга, впоследствии служившего в военном госпитале порта Рогервик (ныне — Палдиски, Эстония) голландского дворянина Даниэля-Дитриха-Теодора Нагеля (Тимофея Нагеля), от его второго брака, с 21 марта 1736 года, с девицей Беатой Людвиговной Брандт (1719 — 2.04.1776, С.-Петербург), дочерью Людвига Брандта.
Возможно, что обер-хирург Теодор-Тимофей Нагель, прародитель Е. Е. Нагеля, был каким-то родственником первого штаб-лекаря Императорского Воспитательного общества благородных девиц Вильяма-Даниэля Нагеля (? — 4.03.1765, С.-Петербург), поступившего в русскую службу с 1 августа 1739 года лекарским учеником в С.-Петербургский генеральный сухопутный госпиталь. Из госпиталя определён в армию, с 22.02.1750 года из подлекарей произведен в лекари и назначен в Самарский пехотный полк астраханского гарнизона. С полком в течение последующих трех лет служил в Кизляре. В его окрестностях описал и обследовал два целебных серных минеральных источника — Щедрунский и Червленский, — о которых сообщил в Медицинскую канцелярию в С.-Петербург. С 1754 по 1758 год служил вновь в Астрахани, и, по распоряжению директора Медицинской канцелярии, в 1755 году командировался в Кизляр, где проводил исследование целебных свойств открытых источников. В 1758 году переведен лекарем в С.-Петербургский генеральный сухопутный госпиталь. По изустному решению Медицинской коллегии, с 15.07.1764 года определён лекарем Императорского Воспитательного общества благородных девиц. Высочайшим соизволением Екатерины II от 27.09.1764 года, утвержден в должности лекаря Новодевичьего монастыря и произведен в чин штаб-лекаря, с окладом в 400 руб. в год, против оклада штаб-лекаря Сухопутного шляхетного кадетского корпуса, с денщиками по корпусному штату и с казенной квартирой в Смольном монастыре, считая старшинство в новой должности с 15.07.1764 года. В непродолжительную свою службу врачом Смольного института оставил положительные отзывы.
Давид-Джон Тимофеевич фон Нагель в службу записан в возрасте 11 лет (1751). С 1756 года из кондукторов произведен прапорщиком пехотных полков. Возможно, что с 1766 по 1768 год именно братья — Д. [Давид] Нагель и Л. [Людвиг] Нагель, показаны офицерами, занимавшимися межеванием земель в Московском, Воскресенском и Звенигородском уездах Московской губернии. Вместе со старшим братом — Людвигом-Илларионом, будущим действительным тайным советником, в конце 1760-х — начале 1770-х годов служил в Пермском карабинерном полку. Участник войны с Барской конфедерацией 1768—1772 годов и кампаний 1773—1774 годов Русско-турецкой войны 1769—1774 годов. С 1.01.1773 года из ротмистров произведен секунд-майором Пермского карабинерного полка. В 1775 году, в том же чине, сверх комплекта, вместе с братом переведён в сформированный Таганрогский драгунский полк. В 1776 году переведён тем же чином в Нарвский драгунский полк. В 1778 году переведен тем же чином в Ростовский карабинерный полк. С 24.11.1781 года пожалован, сверх комплекта, в премьер-майоры того же полка. В том чине и в том полку, высочайшим указом от 25.11.1783 года, в честь торжества коронации императрицы Екатерины II, пожалован, за 25-летнюю военную безупречную выслугу в офицерских чинах, кавалером ордена Святого Георгия IV класса. В 1784 году переведён премьер-майором сформированного Нежинского карабинерного (кирасирского) полка, в котором и служил в дальнейшем до отставки. Участник Русско-турецкой войны 1787—1791 годов: командуя двумя эскадронами, отличился при осаде и штурме Анапы в июне 1791 года, что отмечено в военных реляциях. С 2 сентября 1793 года пожалован подполковником Нежинского карабинерного полка. Оставаясь по штатам полка, с 1794 по 1797 год служил в должности военного земского смотрителя Острогского уезда Изъяславской, затем Волынской губерний. С 23 декабря 1797 года произведен полковником Нежинского кирасирского (карабинерного) полка. Указом от 29.08.1798 года отставлен от службы, с награждением чином генерал-майора, однако, без пенсиона и мундира. В сентябре того же — 1798 года, подал прошение на имя императора Павла I, о назначении пенсиона и праве ношения мундира, или об определении в статскую службу, которое оставлено без удовлетворения.
Не позднее 1772 года он был женат на девице Прасковье Михайловне Авдуловой, помещице сельца (деревни) Сторожевая, Есенецкого стана, Венёвского уезда, Тульского наместничества, дочери коломенского (Московской губернии) и епифанского (Тульского наместничества) помещика, Олонецкого пехотного полка отставного капитана Михаила Борисовича Авдулова, впоследствии, с 1783 по 1785 год, по выборам дворянства, служившего дворянским заседателем Коломенского нижнего земского суда Московской губернии.
В Венёвской воеводской канцелярии, у крепостных дел, 31.08.1772 года была писана купчая, от Прасковьи, Михайловой дочери Борисовой Авдулова, ротмистра Давыдовской жены Тимофеева сына Нагеля, на продажу своему родному дяде — капитану Ивану Борисову Авдулову, впоследствии коллежского асессора, служившего костромским прокурором и венёвским уездным судьей в 1-е трёхлетие, недвижимого её имения, состоящего в Венёвском уезде, в Есенецком стане, в сельце Сторожевом, пашенной земли 10 четвертей в поле, а в дву потому ж, с лесом, сенными покосами, со всеми угодьями, и с усадьбой, за 10 рублей. Купчая была 26.10.1781 года явлена коллежским асессором И. Б. Авдуловым в Венёвском уездном суде Тульского наместничества, и 4.11.1781 года представлена в Верхний земский суд там же. Вторую половину недвижимого имения в сельце (деревне) Сторожевой, И. Б. Авдулов, по купчей, писанной 14.02.1774 года в г. Костроме, у крепостных дел, купил у своего родного брата — дворянина Алексея Борисовича Авдулова, впоследствии прапорщика, умершего не позднее мая 1782 года.

## «Дом Пашкова»
Отец ротмистрши П. М. Нагель — коломенский и епифанский помещик Михаил Борисович Авдулов, начал службу с 13 июля 1744 года. Участвовал в Семилетней войне 1756—1763 годов: с 28.07.1757 года из вахмистров произведен прапорщиком Азовского драгунского полка; с 1.01.1760 года пожалован в подпоручики того же полка; с 1.02.1765 года из поручиков того полка произведён в капитаны Олонецкого пехотного полка, и 16 октября 1765 года вышел в отставку, по прошению, в том же чине.
Он был сыном коллежского асессора Бориса Дорофеевича Авдулова, и его жены — девицы Прасковьи Михайловны Пашковой, дочери стольника Михаила Еремеевича Пашкова и родной племянницы знаменитой и легендарной Анны Еремеевны Пашковой, в первом браке — гвардии капитан-поручицы Стремоуховой, во втором браке — графини Зотовой, в третьем браке — боярыни Бутурлиной.
Авдулов Борис Дорофеевич (? — не ранее 1744) — коллежский асессор и воевода. Младший сын тульского помещика Дорофея Семёновича Авдулова и племянник Дементия Семёновича Авдулова, жалованного в 1680 году вотчиной в Венёвском уезде. Участник основных кампаний Северной войны 1700—1721 гг.: в службу записан в 1703 году; в «солдатском учении» в 1703—1704; прапорщик в 1704—1721; из прапорщиков с 31.05.1721 года пожалован поручиком Глуховского гарнизона, получив патент на чин от 17.03.1727 г.; отставлен от военной службы тем же чином в 1727 г. Назначен с 4.02.1732 года воеводой Михайловского уезда Рязанской провинции, утвержден в должности с 20.02.1732 года, состоял в этой должности по 1735 год (преемник назначен с 6.06.1734 г.); с 25 апреля по июль 1735 года находился под следствием «в обидах и разорениях уездным людям» подчиненных ему канцелярских служителей и рассыльщиков; глава Канцелярии следствия адмиралтейской доимки в Елецкой провинции с 22.12.1737 года; в чине капитана с 11.03.1741 года назначен воеводой (вместо жильца Фёдора Хитрово) в г. Карачев Севской провинции Белгородской губернии (утвержден в должности с 18.03.1741); вступил в должность с 1.01.1742 и состоял в должности по 1.01.1744; пожалован в коллежские асессоры в 1741 году. В браке с урождённой Прасковьей Михайловной Пашковой имел пять сыновей и дочь Марию, бывшую замужем за майором Степаном Антиповичем Грецовым, помещиком сельца Грецово, деревни Анненково и деревни Рогово (Гнилод тож) Тульского уезда, деревни (сельца) Сторожевая Венёвского уезда.
Родство между ген.-майором Д. Т. фон Нагелем и дворянскими родами Авдуловых и Пашковых, с которыми он породнился, интересны двумя обстоятельствами.
Во-первых, его тесть — Михаил Борисович Авдулов, был троюродным братом лейб-гвардии капитан-поручика Петра Егоровича Пашкова, строителя знаменитого «Дома Пашкова» в Москве, в котором с 1862 года разместится Румянцевский музей, переведенный из С.-Петербурга. Библиотекарь Румянцевского музея — Е. Е. Нагель, был внуком ротмистрши П. М. Нагель, троюродной племянницы Петра Егоровича Пашкова.
Во-вторых, младший его сын — ефремовский помещик, штабс-капитан Егор (Георг) Давидович фон Нагель, отец Е. Е. Нагеля, согласно наследственного дела, в 1818 году открытого в Епифанском уездном суде, был назван самым близким, по очередности, наследником — как двоюродный племянник, недвижимого имения умерших лейб-гвардии сержанта Александра и его сестры девицы Марии Яковлевых Пашковых, состоящего в сельце Софьино Епифанского уезда Тульской губернии. Гвардии сержант А. Я. Пашков и его сестра — Мария, были детьми помещика села Воскресенского Венёвского уезда, отставного капитана Якова Семеновича Пашкова, у которого известна сестра — София Семёновна, в замужестве Дюкарева.
Очевидно, что родство фон Нагелей с дворянскими родами Авдуловых и Пашковых не ограничивается браком внучки Прасковьи Михайловны Авдуловой — Прасковьи, с Давидом Тимофеевичем фон Нагелем.

## Отец и родственники
Давид Тимофеевич фон Нагель и его жена — девица Прасковья Авдулова, в браке имели, по меньшей мере, дочь и двух сыновей: старшего Теодора (Тимофея) и младшего Георга (Егора). Младший из братьев был отцом библиотекаря Румянцевского музея Георга Георгиевича (Егора Егоровича) фон Нагеля.
- Теодор Давыдович фон Нагель (? — 24.08.1812) — капитан Харьковского драгунского полка. Родной дядя Е. Е. Нагеля. Участник наполеоновских войн, герой Отечественной войны 1812 года. Службу начал в том же полку, полковником которого был отец — унтер-офицером Нежинского кирасирского (карабинерного) полка. С 20.01.1799 года из эстандарт-юнкеров, за выслугу узаконенных лет, произведен в корнеты того же, именовавшегося Кирасирским ген.-майора В. В. Гудовича 4-го, полка. С 10.03.1800 года из Нежинского, именовавшегося Кирасирским ген.-майора П. А. Берладского, полка, тем же чином переведен в Харьковский, именовавшийся Кирасирским ген.-майора А. Р. Козенса, полк. С 30.06.1803 года из прапорщиков того полка произведен, на вакансию, в подпоручики Харьковского драгунского полка. С 16.02.1805 года назначен адъютантом к шефу полка, ген.-майору В. К. Гижицкому. Участник Русско-французской войны 1805—1807 годов, был в сражении при Аустерлице. С 3.05.1806 года произведен в поручики, с оставлением в должности шефского адъютанта. С 3.01.1807 года отставлен от должности шефского адъютанта. С 28.05.1811 года из штабс-капитанов производен в капитаны того же полка и назначен на должность командира вакантного эскадрона. Возглавив атаку вверенного эскадрона Харьковского драгунского полка во время Бородинского сражения, 24 августа 1812 года убит в бою за Шевардинский редут[16]. Подвиг и память его увековечены на 12-й стене храма Христа Спасителя в Москве[17].
- Георг (Егор) Давыдович фон Нагель (? — не ранее 1818) — штабс-капитан Днепровского мушкетерского полка. Отец Е. Е. Нагеля. Участник наполеоновских войн и Отечественной войны 1812 года. Воспитывался в 1-м Кадетском корпусе в С.-Петербурге. С 19.11.1802 года из кадет выпущен, на вакансию, в прапорщики Днепровского мушкетерского полка. С 3.07.1803 года в том же чине назначен батальонным адъютантом. С 23.11.1803 по 15.03.1804 года был в отпуске. С 30.01.1804 года произведен, на вакансию, в подпоручики того же полка, с оставлением в должности батальонного адъютанта. Участвовал в кампаниях Русско-прусско-французской войны 1806—1807 годов. С 26.05.1807 года произведен в поручики, с оставлением в той же должности. С 31.07.1807 года отставлен от должности батальонного адъютанта. Участвовал в дунайской кампаний 1810 года Русско-турецкой войны 1806—1812 годов. В том же — 1810 году, вышел в отставку, по прошению, по болезни, с пожалованием чина штабс-капитана. Вернулся на службу с началом Отечественной войны 1812 года, в составе дворянского ополчения Тульской губернии: назначен штабс-капитаном казачьего 3-го пешего полка; с 14.01.1813 года отставлен от службы для излечения[18].
- Елизавета Давыдовна фон Нагель, в замужестве Хлюпина (? — не ранее 1831) — надворная советница. Родная тетка Е. Е. Нагеля. Помещица сельца (деревни) Кочкиной Ефремовского уезда Тульской губернии. Жена тульского дворянина, надворного советника Павла Борисовича Хлюпина, с 1804 по 1808 год служившего ефремовским городничим Тульской губернии. П. Б. Хлюпин в службу записан в 1769 году в гвардию. С 1.01.1786 года из каптенармусов лейб-гвардии Измайловского полка уволен в отставку, с пожалованием чина армии поручика; вступил в статскую службу и с 31.12.1806 года из коллежских асессоров произведен в надворные советники, с оставлением в должности. Старший брат Ивана Борисовича Хлюпина, который также, с 1.01.1788 года из каптенармусов лейб-гвардии Измайловского полка уволен в отставку, с пожалованием чина армии поручика. Сын каширского помещика, коллежского асессора Бориса Родионовича Хлюпина, состоявшего в статской службе с 10.05.1749 года: с 18.11.1756 года служил секретарем 5-го департамента Московской конторы Ревизион-коллегии; с 1.07.1771 года пожалован в коллежские асессоры; в 1780 году назначен асессором Казённой палаты образованного Тамбовского наместничества[19]. В браке Е. Д. Хлюпина, урождённая фон Нагель, имела сына Александра Павловича Хлюпина (1805 — после 1850) — двоюродного брата Е. Е. Нагеля, отставного штабс-капитана Московского драгунского полка, помещика сельца Ананьевского (Ананского) Венёвского уезда Тульской губернии (приобретено по купчей от 8.02.1826 года, писанной в Московской гражданской палате, от родной тётки — девицы Елены Борисовны Хлюпиной), и деревни Кочкиной Ефремовского уезда Тульской губернии (наследство от матери), кавалера ордена Святой Анны 3-й степени (30.08.1831), участника подавления Польского восстания 1831—1832 годов, в воздаяние отличного мужества и храбрости, оказанных против польских мятежников, пожалованного кавалером ордена Святой Анны 3-й степени с бантом (21.09.1832), и дочерей: Александру[20] (умерла до 1831 года), Анастасию, в замужестве Бахтинскую, жену губернского секретаря, и Елизавету. В 1831 году в Ефремовском уездном суде, при прошении от надворной советницы Елизаветы Давыдовой Хлюпиной, утверждено её духовное завещание, данное ею дочерям своим, губернской секретарше Настасье Бахтинской, девице Елизавете и поручику Александру Павловым Хлюпиным, на завещанное движимое и недвижимое имение, состоящее в деревне Кочкиной Ефремовского уезда[21]. Поручик Московского драгунского полка А. П. Хлюпин, по купчей от 23.08.1832 года, писанной в Ефремовском уездном суде Тульской губернии, продал сестре — губернской секретарше Наталье Павловне Бахтинской, недвижимое имение, состоящее в Венёвском уезде, в деревне Ананской, пахатной земли 15 и усадебной 1 ½ десятин, да в той же даче, из [с] Каширской засеки 15, а всего 31 ½ десятин.